# 南仁遠環蚓
南仁遠環蚓（学名：Amynthas nanrenensis）为巨蚓科遠環蚓屬下的一个种。